# Imsdal

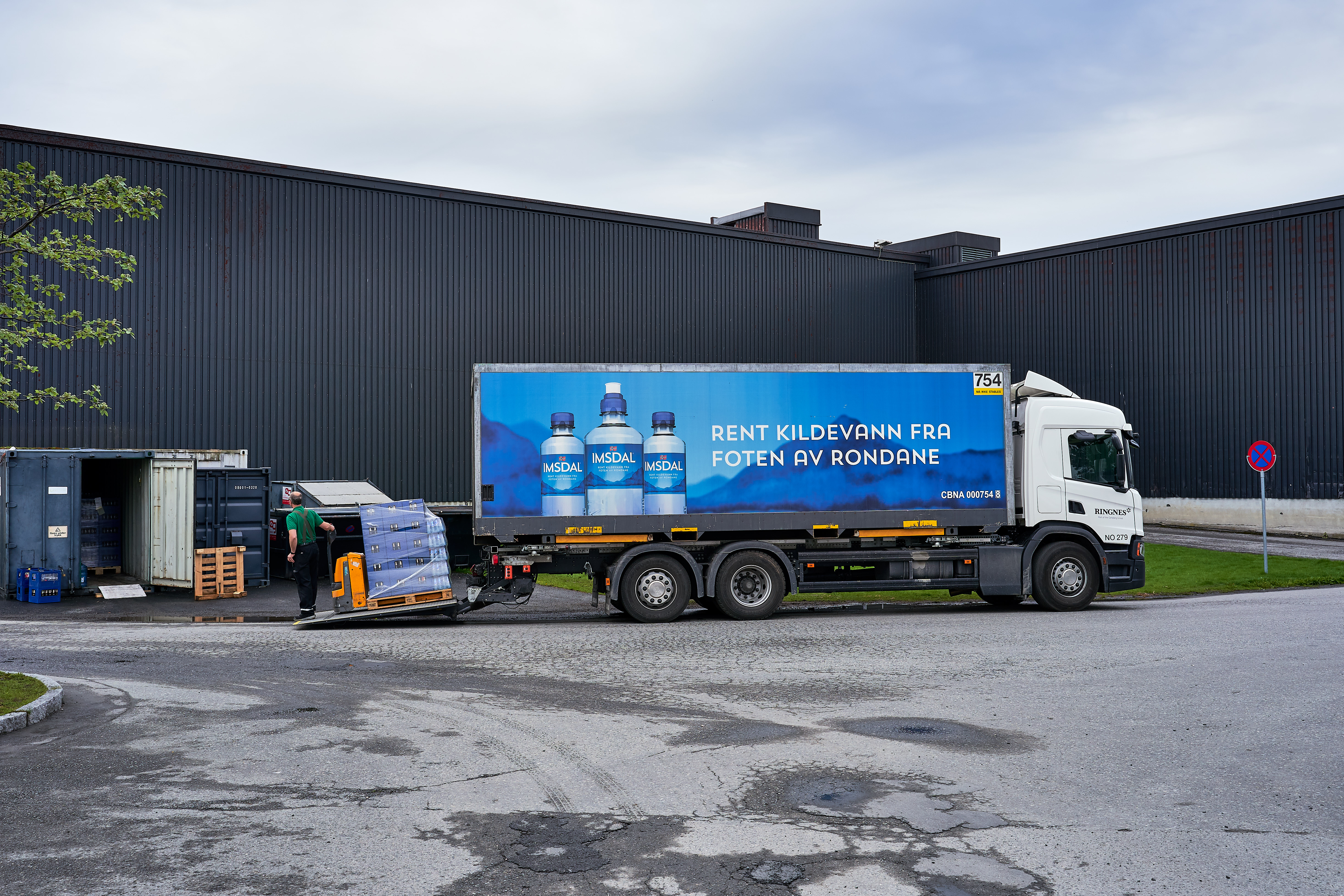
En lastbil levererar Imsdal-flaskor.

Imsdal är ett norskt varumärke för källvatten. Det kommer från en källa i Imsdalen, en sidodal till Østerdalen nära foten av Rondane, ett fjällmassiv öster om Gudbrandsdalen. Ringnes bryggeri i Oslo äger rättigheterna att tappa vattnet på flaska. 
Imsdals flaskor är speciella på grund av sin form, då flaskans botten har formen av ett isberg.